# 陌一飞
陌一飞，是中国漫画家，替郭敬明的《小时代》改漫画版。其作品小时代1.5青木时代有长江文艺出版社出版，属郭敬明旗下团队成员，该团队除了陌一飞还有萧凯茵、李枫、在《最漫画》中6页宣传，2010年4月刊《最小说》封面由自己绘制，宣传《小时代1.5青木时代》中的人物。